# 피스키 (도네츠크주)
피스키(우크라이나어: Піски, 러시아어: Пески, 영어: Pisky)는 우크라이나 동부 도네츠크주의 포크롭스크 라이온에 있는 파괴된 농촌 정착지이다. 도네츠크주의 행정 중심지 중심에서 북서쪽으로 약 10km(6.2마일), 도네츠크 비행장의 서쪽 경계에서 약 2km(1.2마일) 떨어져 있다. 2014년 이전에 이 마을은 도네츠크의 부유한 교외 지역이었다. 2001년 인구 조사에서 인구는 2,160명이었지만 대부분의 주민들은 전쟁 중에 돈바스에서 떠났고, 2019년 현재 9명만 남았다. 2022년에 마을은 전투 이후 러시아 점령하에 놓였다.
2024년 기준 정착촌에는 영주권자가 없어 파괴되어 버려진 것으로 추정된다.